# Hector Perrier
Hector Perrier (né le 1er juillet 1895 à Montréal, mort le 9 août 1978 à Montréal) est un avocat et homme politique québécois. Il a été député de Terrebonne à l'Assemblée législative du Québec de 1940 à 1944 et ministre dans le gouvernement Godbout.

## Biographie

### Jeunesse
Il est le fils d'Amédée Perrier, et de Léa Lépine. Il étudie au Collège de Montréal, au Collège Sainte-Marie et à l'Université de Montréal. En 1919, il est cofondateur du journal Le Quartier latin. Il obtient une licence en droit en 1920 et une licence en sciences politiques, économiques et sociales en 1922. Il est admis au Barreau le 22 janvier 1920. Il épouse Aline Paiement le 16 septembre 1920 à Montréal.

### Carrière
De 1920 à 1947, il pratique le droit à Montréal. À l'élection générale québécoise de 1923, il est candidat du Parti libéral dans la circonscription de Montréal-Laurier et est défait. De 1930 à 1949, il est aussi professeur de droit industriel à la faculté des sciences sociales, économiques et politiques de l'Université de Montréal. Il est membre du Conseil de l'instruction publique de 1933 à 1960. Il est propriétaire du journal L'Avenir du Nord de 1940 à 1960.
Le 19 novembre 1940, lors d'une élection partielle à la suite de la démission du député Athanase David, Hector Perrier est candidat du Parti libéral et il est élu député de la circonscription de Terrebonne à l'Assemblée législative du Québec. Le 16 octobre 1940, il succède à Henri Groulx comme Secrétaire de la province dans le second gouvernement Godbout et il occupe ce poste jusqu'au 30 août 1944. Il fonde le Conservatoire de musique et d'art dramatique de la province de Québec en 1943. Il ne se représente pas comme député à l'élection générale de 1944.
Le 11 septembre 1947, il est nommé juge à la Cour supérieure, district de Montréal, poste qu'il occupe jusqu'en 1970.

### Postérité
Il est inhumé dans le cimetière Notre-Dame-des-Neiges à Montréal le 14 août 1978.
Le fonds d'archives d'Hector Perrier est conservé au centre d'archives de Montréal de Bibliothèque et Archives nationales du Québec.